# Lobão, Gião, Louredo e Guisande
Lobão, Gião, Louredo e Guisande est une paroisse civile portugaise (en portugais : freguesia) de la municipalité de Santa Maria da Feira dans le district d'Aveiro. Elle est créée en 2013, par fusion des paroisses de Lobão, Gião, Louredo et Guisande.

## Géographie
La paroisse est située au nord-est de la municipalité de Santa Maria da Feira. Elle comprend une exclave (Parada) séparée du reste de la paroisse par Canedo, Vale e Vila Maior. Elle est desservie par l'autoroute A32 (sortie no 4).

## Histoire
La paroisse est créée par la loi no 11-A/2013 du 28 janvier 2013 portant réorganisation administrative du territoire des freguesias, en fusionnant les paroisses de Lobão, Gião, Louredo et Guisande. Son nom officiel est União das Freguesias de Lobão, Gião, Louredo e Guisande et son siège est fixé à Lobão.

## Démographie
Lors du recensement de 2021, Lobão, Gião, Louredo e Guisande compte 9 647 habitants. C'est alors la troisième paroisse la plus peuplée de la municipalité, derrière Santa Maria da Feira, Travanca, Sanfins e Espargo (19 788 habitants) et São João de Ver (11 026 habitants).